# Comuna de Buczek
Buczek (polaco: Gmina Buczek) é uma gminy (comuna) na Polónia, na voivodia de Lodz e no condado de Łaski. A sede do condado é a cidade de Buczek.
De acordo com os censos de 2004, a comuna tem 4869 habitantes, com uma densidade 53,6 hab/km².

## Área
Estende-se por uma área de 90,84 km², incluindo:
- área agricola: 69%
- área florestal: 21%

## Demografia
Dados de 30 de Junho 2004:
|                      | Total   | Total | Mulheres | Mulheres | Homens  | Homens |
| -------------------- | ------- | ----- | -------- | -------- | ------- | ------ |
|                      | pessoas | %     | pessoas  | %        | pessoas | %      |
| População            | 4869    | 100   | 2452     | 50,4     | 2417    | 49,6   |
| Densidade (pop./km²) | 53,6    | 100   | 27       | 27       | 26,6    | 26,6   |

De acordo com dados de 2002, o rendimento médio per capita ascendia a 1236,53 zł.

## Subdivisões
- Bachorzyn, Brodnia Dolna-Brodnia Górna, Buczek, Czestków A, Czestków B, Czestków F, Grzeszyn, Gucin, Józefatów, Kowalew, Luciejów, Malenia, Sowińce, Sycanów, Wola Bachorska, Wola Buczkowska.

## Comunas vizinhas
- Łask, Sędziejowice, Zelów